# Skestorke
Skestorke (Platalea) er en slægt af fugle i familien ibisser. De findes i vådområder i varmere regioner af hele verden.
Det mest karakteristiske ved skestorkene er deres næb, der er langt, fladt og formet som en ske i spidsen. De ernærer sig ved at svinge næbbet frem og tilbage i vandet og fanger på den måde smådyr.
Der er seks arter, hvoraf den mest kendte er skestorken (Platalea leucorodia), som er udbredt i Afrika, Europa og Asien. Den har været fast ynglefugl i Danmark siden 1996, og dens population er siden steget ganske hurtigt, med flere ynglekolonier i Jylland.
Den lille skestork (Platalea minor) er en truet art, med en population på et par tusinde individer i det østlige og sydøstlige Asien.

## Arter
- Skestork, Platalea leucorodia
- Lille skestork, Platalea minor
- Afrikansk skestork, Platalea alba
- Australsk skestork, Platalea regia
- Gulnæbet skestork, Platalea flavipes
- Rosaskestork, Platalea ajaja eller Ajaia ajaja